# De Gaulle (film, 2026)
Pour les articles homonymes, voir Gaulle.
Ne doit pas être confondu avec De Gaulle (film, 2020).
Pour plus de détails, voir Fiche technique et Distribution.
De Gaulle est un film français réalisé par Antonin Baudry et dont la sortie est prévue en 2026. Diptyque biographique sur Charles de Gaulle, il s'agit d'une adaptation de l'ouvrage De Gaulle : une certaine idée de la France de Julian T. Jackson. Les longs métrages reviennent sur sa vie entre juin 1940 et 1945 et sur son évolution vers une carrière politique.

## Synopsis
Juin 1940. Durant la Seconde Guerre mondiale, Charles de Gaulle — alors peu connu — décide d'organiser la Résistance extérieure depuis Londres et ainsi de lutter contre l'Allemagne nazie. Sans de réels appuis ni troupes, il va tenter de créer un réseau. Il va ensuite se lancer dans une carrière politique,.

## Fiche technique
Sauf indication contraire, les informations mentionnées dans cette section peuvent être confirmées par les bases de données cinématographiques IMDb et Allociné,  présentes dans la section « Liens externes ».
- Titre original : De Gaulle
- Réalisation : Antonin Baudry
- Scénario : Antonin Baudry et Bérénice Vila, d'après De Gaulle : une certaine idée de la France (A Certain Idea of France : The Life of Charles de Gaulle) de Julian T. Jackson
- Décors : Benoît Barouh
- Costumes : Laurence Chalou
- Photographie : Pierre Cottereau et Giora Bejach
- Montage : Katie Mcquerrey
- Production : Axelle Boucaï et Stéphane Riga
- Sociétés de production : Pathé Films ; coproduit par TF1 Films Production et Auvergne-Rhône-Alpes Cinéma
- Société de distribution : Pathé (France)
- Pays de production :  France
- Langue originale : français
- Format : couleur
- Genre : drame biographique et historique, guerre
- Dates de sortie : 2026[5] Date sujette à modification

## Distribution
Sauf indication contraire, les informations mentionnées dans cette section peuvent être confirmées par les bases de données cinématographiques IMDb et Allociné,  présentes dans la section « Liens externes ».
- Simon Abkarian : Charles de Gaulle
- Niels Schneider : le général Leclerc
- Thierry Lhermitte : Henri Giraud
- Karim Leklou
- Simon Russell Beale : Winston Churchill
- Benoît Magimel
- Kacey Mottet-Klein
- Félix Kysyl : Jean Moulin
- François Goeske : Klaus Barbie
- Anamaria Vartolomei
- Adèle Jayle : Yvonne de Gaulle
- Loïc Corbery
- Tom Mison : Anthony Eden
- Anthony Calf : Edward Spears
- Noémie Schmidt
- Soufiane El Khalidy
- Alice de Lencquesaing
- Pierre Aussedat : Georges Catroux
- Sami Ameziane
- Pablo Cobo
- Joseph Fourez : Claude Hettier de Boislambert

## Production

### Genèse et développement
En juillet 2021, il est révélé qu'Antonin Baudry va développer pour Pathé un film biographique en deux parties sur Charles de Gaulle. Président de Pathé, Ardavan Safaee explique ce projet, centré sur l'ascension au pouvoir du général :

« Cette période nous intéresse parce que c’est à ce moment-là que De Gaulle est devenu le De Gaulle que nous connaissons, un héros national, et nous explorerons ses succès, ses revers, ses turbulences, sa relation avec Churchill, et ses actions pour reconquérir la France par le biais des colonies françaises pendant ces années. »

— communiqué de presse de Pathé, juillet 2021
Le scénario est écrit par le réalisateur Antonin Baudry et Bérénice Vila. Ils s'inspirent de l'ouvrage De Gaulle, une certaine idée de la France (2019) de l'historien britannique Julian T. Jackson, qui tient également le rôle de consultant sur le scénario du film. Le film est coproduit par TF1 Films Production et Auvergne-Rhône-Alpes Cinéma.

### Attribution des rôles
Selon Antonin Baudry, le film comporte 150 personnages.
En mai 2023, Simon Abkarian est évoqué pour incarner Charles De Gaulle. Sa participation est officiellement confirmée en août 2023.
Niels Schneider est ensuite annoncé dans le rôle du général Leclerc, alors que Thierry Lhermitte et Karim Leklou sont également confirmés sans plus de précisions sur leurs rôles. Benoît Magimel et Anamaria Vartolomei sont annoncés peu après.

### Tournage
Le tournage de la première partie débute à l'été 2023. Les prises de vues se déroulent alors à Paris (place du Panthéon, gare de l'Est, près de la station Hôtel de Ville, quartier du Marais…). Après l'été 2023, le tournage se poursuit en Normandie et au Maroc,.
Le tournage de la deuxième partie s'achève en juillet 2024.

## Sortie et accueil
D'abord annoncé pour le premier semestre 2025, le premier film est annoncé pour 2026 par Ardavan Safaee, président de Pathé Films, pendant le festival de Cannes 2025. Il précise que les sorties des deux films du diptyque seront relativement rapprochées, le deuxième épisode devant sortir entre « six à huit semaines » après le premier. 
En juillet 2025, Antonin Baudry annonce la sortie des deux films pour l'été 2026. 